# Scott Brady
Scott Brady (Nova Iorque, 13 de setembro de 1924 - Los Angeles, 16 de abril de 1985) foi um ator estadunidense. Seus filmes incluem O Demônio da Noite (1948), Johnny Guitar (1954), The Restless Breed (1957) e Cain's Way (1970).

## Biografia
Brady, cujo nome verdadeiro era Gerald Tierney, nasceu em 13 de setembro de 1924, no Brooklyn. Era o irmão mais novo do ator Lawrence Tierney.
Ele estrelou dezenas de filmes de faroeste, incluindo Kansas Raiders (1950), The Law vs. Billy the Kid (1954), The Maverick Queen (1956), Battle Flame (1959) e Red Tomahawk (1967). Seus outros papeis no cinema incluem He Walked by Night (1948), The Model and the Marriage Broker (1951), A Perilous Journey (1953), Johnny Guitar (1954), Gentlemen Marry Brunettes (1955), Cain's Way (1970) e Doctors' Wives (1971).
Brady também teve o papel-título na série de TV Shotgun Slade. A série foi ao ar de 1959 a 1961.

## Morte
Em 1985, Brady morreu de insuficiência respiratória em Los Angeles aos 60 anos. Ele está enterrado no Cemitério Holy Cross em Culver City.[carece de fontes?]